# Romualdas Jansonas
Romualdas Jansonas (Vilna, 23 de junio de 2005) es un futbolista lituano que juega en la demarcación de delantero para el FK Kauno Žalgiris de la A Lyga.

## Selección nacional
Tras jugar en las categorías inferiores de la selección, finalmente hizo su debut con la selección de fútbol de Lituania en un partido de la Liga de Naciones de la UEFA 2024-25 contra Chipre que finalizó con un resultado de 2-1 a favor del combinado chipriota tras el gol de Gvidas Gineitis para Lituania, y de Grigoris Kastanos y Marinos Tzionis para Chipriota.

## Clubes
| Club              | País     | Año       | Partidos | Goles |
| ----------------- | -------- | --------- | -------- | ----- |
| FK Žalgiris       | Lituania | 2023-2024 | 53       | 4     |
| FK Kauno Žalgiris | Lituania | 2025-     | 20       | 6     |

## Palmarés

### Títulos nacionales
| Título                | Club        | País     | Año  |
| --------------------- | ----------- | -------- | ---- |
| Supercopa de Lituania | FK Žalgiris | Lituania | 2023 |
| A Lyga                | FK Žalgiris | Lituania | 2024 |